# فعل معتل ناقص
الفعل المعتل الناقص هو الفعل المنتهي بأحد حروف العلة (أ، و، ي).

## أقسامه
- ما كان آخره ألفًا منقلبة عن أصل (واوي أو يائي)، مثل: دَعَا، رَمَى.
- ما كان آخره واوًا أو ياءً أصليتان، مثل: سَرُوَ، رَضِيَ.

## إسناد المعتل الناقص بالضمائر

### الماضي

#### القاعدة
- الفعل المعتل الناقص في الماضي، إذا كان مختومًا بألف منقلبة عن أصل، وأُسْنِد للضمائر، فإنه:

1. إذا كانت الألف ثالثة مع (تاء الفاعل)، و(نا المتكلمين)،  و(نون النسوة)، و(ألف الاثنين)، تُرد الألف إلى أصلها  الواو والياء. وإذا وقعت الألف رابعة وأكثر فإنها تقُلب إلى  ياء عند إسنادها للضمائر ما عدا واو الجماعة.
2. أمَّا مع (واو الجماعة)، فيُحذف حرف الألف ثالثة أم غير ثالثة، ويُفتَح ما قبل الواو للدلالة على الألف المحذوفة.

- الفعل المعتل الناقص في الماضي إذا كان مختومًا بواو أو ياء أصليتان، وأُسنِد للضمائر، فإنه:

1. مع (تاء الفاعل)، و(نا الفاعلين)، و(نون النسوة)، و(ألف  الاثنين)، لا يحصل التغيير.
2. مع (واو الجماعة) يُحذف حرف العلة، ويُضم ما قبل (واو  الجماعة).[1]

#### الأمثلة
إسناد المعتل الناقص بالألف للضمائر سواءً وقعت ثالثة أو رابعة وأكثر، كالآتي:
| الضمير       | ما آخره ألف منقلبة عن أصل                                                                             | آخره واو                               | آخره ياء                               |
| ------------ | --- | -------------------------------------- | -------------------------------------- |
| تاء الفاعل   | دَعَوْتُ، رَمَيْتُ (عادت الألف الثالثة إلى أصلها الواو والياء) اسْتَدْعَيتُ (تُقلب الألف الرابعة وأكثر إلى الياء)   | سَرُوَتْ (بلا تغيير)                       | رَضِيَتْ (بلا تغيير)                       |
| نا المتكلمين | دَعَوْنَا، رَمْيْنَا (عادت إلى أصلها الواو والياء). اسْتَدْعَينا (تُقلب الألف الرابعة وأكثر إلى الياء)             | سَرَوْنَا (بلا تغيير)                      | رَضِينَا (بلا تغيير)                      |
| نون النسوة   | دَعَوْن، رَمَيْنَ (عادت إلى أصلها الواو والياء). اسْتَدْعَيْنَ (تُقلب الألف الرابعة وأكثر إلى الياء)                | سَرَوْنَ (بلا تغيير)                       | رَضِينَ (بلا تغيير)                       |
| ألف الاثنين  | دَعَوَا، رَمْيَا (عادت إلى أصلها الواو والياء). اسْتَدْعَيَا (تُقلب الألف الرابعة وأكثر إلى الياء)                | سَرَوَا (بلا تغيير)                       | رَضِيَا (بلا تغيير)                       |
| واو الجماعة  | دَعَوْا، رَمَوْا (حذف حرف العلة، وفتح ما قبل واو الجماعة). اسْتَدْعَوْا (حذف حرف العلة، وفتح ما قبل واو الجماعة) | سَرُوا (حذف حرف العلة، وضم ما قبل الواو) | رَضُوا (حذف حرف العلة، وضم ما قبل الواو) |

### المضارع

#### القاعدة
- الفعل المعتل الناقص في المضارع إذا كان معتل الآخر بالألف فإنّه:

1. مع (نون النسوة)، و(ألف الاثنين) تُقلب الألف ياءً.
2. مع (واو الجماعة)، و(ياء المخاطبة) يُحذَف حرف العلة (الألف)، ويُفتَح ما قبل الواو أو الياء.

- الفعل المعتل الناقص في المضارع إذا كان آخره واو وياء أصليتين، مثل يَدعُو ويَرْمِي، فإنَّه:

1. مع (نون النسوة)، و(ألف الاثنين) تبقى الواو والياء الأصليتان بلا تغيير.
2. مع (واو الجماعة)، يُحذف حرف العلة (الواو والياء)، ويُضم ما قبل واو  الجماعة.
3. مع (ياء المخاطبة) يُحذف حرف العلة (الواو والياء)، ويُكسر ما قبل ياء المخاطبة.

#### الأمثلة
| الضمير       | ما آخره ألف                                  | ما آخره واو                                         | ما آخره ياء                                        |
| ------------ | -------------------------------------------- | --------------------------------------------------- | -------------------------------------------------- |
| نون النسوة   | يَسْعَيْن (قُلبَت الألف ياءً)                       | يَدْعُون (بلا تغيير)                                   | يَرْمِين (بلا تغيير)                                  |
| ألف الاثنين  | يَسْعَيان (قُلبَت الألف ياءً)                      | يَدْعُوَان (بلا تغيير)                                  | يَرْمِيَان (بلا تغيير)                                 |
| واو الجماعة  | يَسْعَون (حُذفَت الألف، وفُتِح ما قبل واو الجماعة)  | يَدْعُون (حذف الواو الأصلية، وضم ما قبل واو الجماعة)   | يَرْمُون (حذف الياء الأصلية، وضم ما قبل واو الجماعة)  |
| ياء المخاطبة | تَسْعَيْنَ (حُذفَت الألف، وفُتِح ما قبل ياء المخاطبة) | تَدْعِين (حذف الواو الأصلية، وكسر ما قبل ياء المخاطبة) | تَرْمِين (حذف الياء الأصلية، وكسر ما قبل واو الجماعة) |

### الأمر

#### القاعدة
- الفعل المعتل الناقص في الأمر، إذا كان معتل الآخر بالألف، مثل اِسْعَ، فإنَّه:

1. مع (نون النسوة)، و(ألف الاثنين)، تُقلَب الألف إلى ياء.
2. مع (واو الجماعة)، و(ياء المخاطبة) يُحذف حرف العلة (الألف)، ويُفتح ما قبل الواو والياء.

- الفعل المعتل الناقص في الأمر، إذا كان آخره واو أو ياء أصليتين، مثل اُدْعُ واِرْمِ، فإنَّه:

1. مع (نون النسوة)، و (ألف الاثنين)، تبقى الواو والياء الأصليتان.
2. مع (واو الجماعة)، يُحذف حرف العلة (الواو والياء) ويُضم ما قبل واو الجماعة.
3. مع (ياء المخاطبة)، يُحذف حرف العلة (الواو والياء)، ويُكسَر ما قبل ياء المخاطبة.

#### الأمثلة
| الضمير       | ما آخره ألف                           | ما آخره واو                                         | ما آخره ياء                                         |
| ------------ | ------------------------------------- | --------------------------------------------------- | --------------------------------------------------- |
| نون النسوة   | اِسْعَيْن (قُلبَت الألف ياءً)                | اُدْعُونَ (بلا تغيير)                                   | اِرْمِينَ (بلا تغيير)                                   |
| ألف الاثنين  | اسْعَيَا (قُلبَت الألف ياءً)                | اُدْعُوَا (بلا تغيير)                                   | اِرْمِيَا (بلا تغيير)                                   |
| واو الجماعة  | اِسْعَوْا (حُذفَت الألف، وفُتح ما قبل الواو) | اُدْعُوا (حُذفَت الواو الأصليَّة، وضُم ما قبل واو الجماعة)  | اِرْمُوا (حُذفَت الياء الأصلية، وضُم ما قبل واو الجماعة)  |
| ياء المخاطبة | اِسْعَيْ (حُذفَت الألف، وفُتح ما قبل الياء)  | اِدعِي (حُذِفَت الواو الأصلية، وكُسر ما قبل ياء المخاطبة) | اِرْمِي (حُذفَت الياء الأصليَّة، وكُسر ما قبل ياء المخاطبة) |